# Деревна (Столинський район)
Деревна (біл. Дзераўная) — село в Білорусі, у Столинському районі Берестейської області. Орган місцевого самоврядування — Городнянська сільська рада.

## Історія
За даними українського націоналістичного підпілля, 27 жовтня 1943 року Деревну пограбувала більшовицька банда, яка після грабежів ще декількох довколишніх сіл повернулася назад до Деревної та розбила тут табір.

## Населення
За переписом населення Білорусі 2009 року чисельність населення села становило 150 осіб.